# Batalla de Noáin
La batalla de Noáin (el 30 de junio de 1521) fue la única gran batalla campal que tuvo lugar durante la conquista de Navarra por parte de la Corona de Castilla. En ella se enfrentaron las tropas del ejército navarro que tenían el apoyo del francés, que habían reconquistado Navarra, al ejército castellano. Aquellas fueron derrotadas, acabando con ello las posibilidades de que los Albret recuperasen el territorio navarro de la parte sur de los Pirineos, dejándoles Carlos I en 1528, por motivos estratégicos, la soberanía de la Baja Navarra.

## Antecedentes
Tras la conquista de Navarra por el rey de Aragón Fernando el Católico en 1512, en 1515 se habían producido tres intentos de recuperar el reino por parte de sus reyes. 
En 1521, era la tercera ocasión, reinando Enrique II de Navarra "el Sangüesino", que intentó aprovechar la sublevación de los comuneros; iniciada en narzo de 1519 en Logroño contra Carlos I.
Para tal acción bélica se abría sopesado que el  ejército castellano (estimado como muy poderoso), atareado en otros frentes, no podría reaccionar.
Para ello envió un ejército que entró por el norte, al mando del general André de Foix (Señor de Lesparrou), con 12.000 peones, 800 lanzas y 29 piezas de artillería. 
Además, se produjo un levantamiento de la población de varias ciudades, como Pamplona, Estella, Tafalla y Tudela, logrando expulsar a los ejércitos de Carlos I de toda Navarra.
Una vez recuperado el Reino de Navarra, André de Foix, de acuerdo con su aliado Francisco I, con el grueso de las tropas se dirigió hacia Logroño, invadiendo el Reino de Castilla.
Tal incursión armada, se presume hecha en apoyo o aluanza de la sublevación de los Comuneros {de Castilla, León, Toledo, Murcia,...}, ya se realiza fuera de los límites prdel reino de Navarra, sitiandolo desde el día 25-5-1521 infructuosamente la ciudad. 
Mientras tanto, el Condestable de Castilla se reorganizó con tres cuerpos de ejército en apoyo de Logroño, tras la victoria de Villalar (23-4-1521), incorporando a sus fuerzas gran parte del propio ejército de las Comunidades. 
El 11 de junio de 1521 se inició la retirada hacia el territorio del Reino de Navarra, hasta llegar el 30 de junio de 1521 a la explanada de Salinas de Pamplona, donde se produjo la batalla.

## Desarrollo de la batalla
La batalla ocurrió en Salinas de Pamplona, en una amplia llanura junto a Noáin y Pamplona. Las tropas castellanas estaban formadas por más de 30 000 hombres al mando de don Iñigo Fernández de Velasco, conde de Haro, condestable de Castilla, duque de Frías, corregente de Castilla, y de don Antonio Manrique de Lara, duque de Nájera y virrey de Navarra. 
Las tropas del ejército castellano fueron reclutadas de la siguiente forma: unos 7000 hombres del Condestable de Castilla; unos 5000 de los territorios de Vizcaya, Álava y Guipúzcoa, en este último caso tras la reducción de los vecinos sublevados por parte de Ignacio de Loyola; unos 4000 aportados por el conde de Lerín; entre 1000-1200 soldados de cada una de varias ciudades, como Segovia, Valladolid, Palencia, Burgos, Salamanca y Toro; 800 por Medina del Campo y 500 de Ávila, y en menor medida de otras ciudades. Además de las tropas aportadas por los miembros de la nobleza, sus deudos y allegados. 
En muchos casos, el reclutamiento fue realizado entre los vencidos de la batalla de Villalar en la guerra de las Comunidades en la fecha del 23-4-1521, que igualmente también habían participado en el apoyo al levantamiento al cerco de la ciudad castllana de Logroño (11-6-1521).
Las tropas franco-navarras, que eran muy inferiores en número (se habla de entre 8000 y 10 000 hombres), estaban capitaneadas por el francés André de Foix, señor de Lesparrou. Cometió varios errores, como el de no esperar a los refuerzos que podían llegar, unos 6000 hombres de Pamplona y alrededores, y otros 2000 de Tafalla. 
Tomó Lesparrou la iniciativa, atacando entrada la tarde (las versiones oscilan entre las 14 y 17:30 horas), sorprendiendo a los ejércitos de Carlos I e infligiéndoles inicialmente un severo castigo. 
Al comienzo dominaron los navarro-gascones, barriendo con su artillería los prados en que se encontraban los castellanos/leoneses/vascos/.., pero el almirante de Castilla y duque de Enríquez con su caballería dominó el combate, atravesando con celeridad la sierra de Erreniega y cayendo sobre el flanco y la retaguardia franco-navarra. Y la infantería castellana lo decidió en el resto del campo de batalla.
La batalla fue muy larga y sangrienta. Los navarros hubieron de rendirse, tras sufrir más de 5000 bajas y ser hecho prisionero el propio André de Foix, señor de Lesparrou, tras luchar con bizarría (según las crónicas), quien fue herido en la frente por un mazazo, que le dejó ciego, y rindió su espada a don Francés de Beaumont (líder beaumontés que ayudó a los castellanos). Más tarde fue liberado por el emperador tras pagar un rescate. 
Entre los que lograron huir, tras la derrota, se hallan Martín de Javier (hermano de Francisco Javier), Arnault de Agramont, el obispo Cousserans, Fadrique de Navarra y el doctor Remiro de Goñi.
Esta batalla decidió la posesión definitiva de Castilla sobre el Reino de Navarra. Los supervivientes navarros se reorganizaron en la Baja Navarra en un ejército más modesto, y tomaron el valle del Baztán-Bidasoa, el castillo de Maya y la ciudad de Fuenterrabía, donde se produjeron las dos últimas resistencias militares en la conquista de la Alta Navarra.

## Monumento
En un cerro sobre esta llanura se encuentra un monumento en recuerdo de esta batalla, realizado por Joxe Ulibarrena en 1992. En este lugar, asociaciones a favor de recuperar la soberanía plena de Navarra se reúnen todos los años el último domingo de junio.